# دين إيفان لامب
دين إيفان لامب (بالإنجليزية: Dean Ivan Lamb)‏ هو طيار بطل أمريكي، ولد في 25 يناير 1886، وتوفي في 1956.